# Callopistria microptera
Callopistria microptera là một loài bướm đêm trong họ Noctuidae.